# Chris Morris (football)
Pour les articles homonymes, voir Chris Morris et Morris.
Chris Morris, né le 24 décembre 1963 à Newquay en Angleterre, est un footballeur irlandais. Il évolue au poste de défenseur du début des années 1980 au milieu des années 1990.
Après des débuts avec Sheffield Wednesday, il rejoint le Celtic FC avec qui il remporte le championnat d'Écosse en 1988. et deux coupes d'Écosse . Il termine sa carrière au Middlesbrough FC.
Il compte trente-cinq sélections avec l'équipe de république d'Irlande entre 1987 et 1993 et dispute avec la sélection le championnat d'Europe 1988 ainsi que la Coupe du monde 1990.

## Biographie
Chris Morris commence sa carrière en 1982 à Sheffield Wednesday sous les ordres de Jack Charlton en troisième division anglaise. Il est promu en seconde division avec son club en 1984. Il joue 74 fois pour le club en championnat pour un but inscrit.
En août 1987, il signe pour 125 000 £ pour le club écossais du Celtic FC. À l’âge de 23 ans, il devient l’arrière latéral droit titulaire du club.
Sa carrière en équipe nationale est due à Jack Charlton qui le décide à jouer pour l’Irlande. Né en Angleterre et ayant toujours vécu dans ce pays, il peut jouer pour l’Irlande grâce à sa mère née à Monaghan. Il fait ses débuts en 1988 lors d’une victoire à Dalymount Park contre Israël. Il devient rapidement titulaire à l’aile droite de la défense. Il fait partie de l’équipe d’Irlande qui se qualifie pour la première fois pour un tournoi majeur du football international, l’Euro 1988 aux Pays-Bas. Il est titulaire pour les trois matchs que joue son équipe au premier tour et notamment pour la fameuse victoire 1-0 contre l’équipe d’Angleterre.
En 1992, il signe pour le club anglais de Middlesbrough FC. Gêné par une ancienne blessure aux ligaments antérieurs d’un de ses genoux, il arrête le football en 1997. Il s'installe alors à Cornwall où il ouvre une entreprise de pâtisserie,.

## Carrière
- 1982-1987 : Sheffield Wednesday
- 1987-1992 : Celtic FC
- 1992-1997 : Middlesbrough FC

## Palmarès

### En équipe nationale
- 35 sélections et 0 but avec l'équipe de la république d'Irlande entre 1987 et 1993.

### Avec le Celtic FC
- Champion d'Écosse en 1988.
- Vainqueur de la Coupe d'Écosse de football en 1988 et 1989.

### Avec Middlesbrough FC
- Finaliste de la Coupe d'Angleterre de football en 1997.
- Finaliste de la Coupe de la ligue anglaise de football en 1997.

## Sources
- (en) Stephen McGarrigle, The Complete who's who of Irish international football : 1945-1996, Edimbourg, Mainstream Publishing, octobre 1996, 237 p. (ISBN 1-85158-894-9), p. 140-141